# Фоєнь (Тіміш)
Фоєнь, Фоєні (рум. Foeni) — село у повіті Тіміш в Румунії. Входить до складу комуни Фоєнь.
Село розташоване на відстані 427 км на захід від Бухареста, 40 км на південний захід від Тімішоари.

## Населення
За даними перепису населення 2002 року у селі проживали 1180 осіб.
Національний склад населення села:
| Національність | Кількість осіб | Відсоток |
| -------------- | -------------- | -------- |
| румуни         | 1046           | 88,6%    |
| серби          | 120            | 10,2%    |
| угорці         | 13             | 1,1%     |

Рідною мовою назвали:
| Мова      | Кількість осіб | Відсоток |
| --------- | -------------- | -------- |
| румунська | 1050           | 89,0%    |
| сербська  | 115            | 9,7%     |
| угорська  | 14             | 1,2%     |